# Victor Yusim

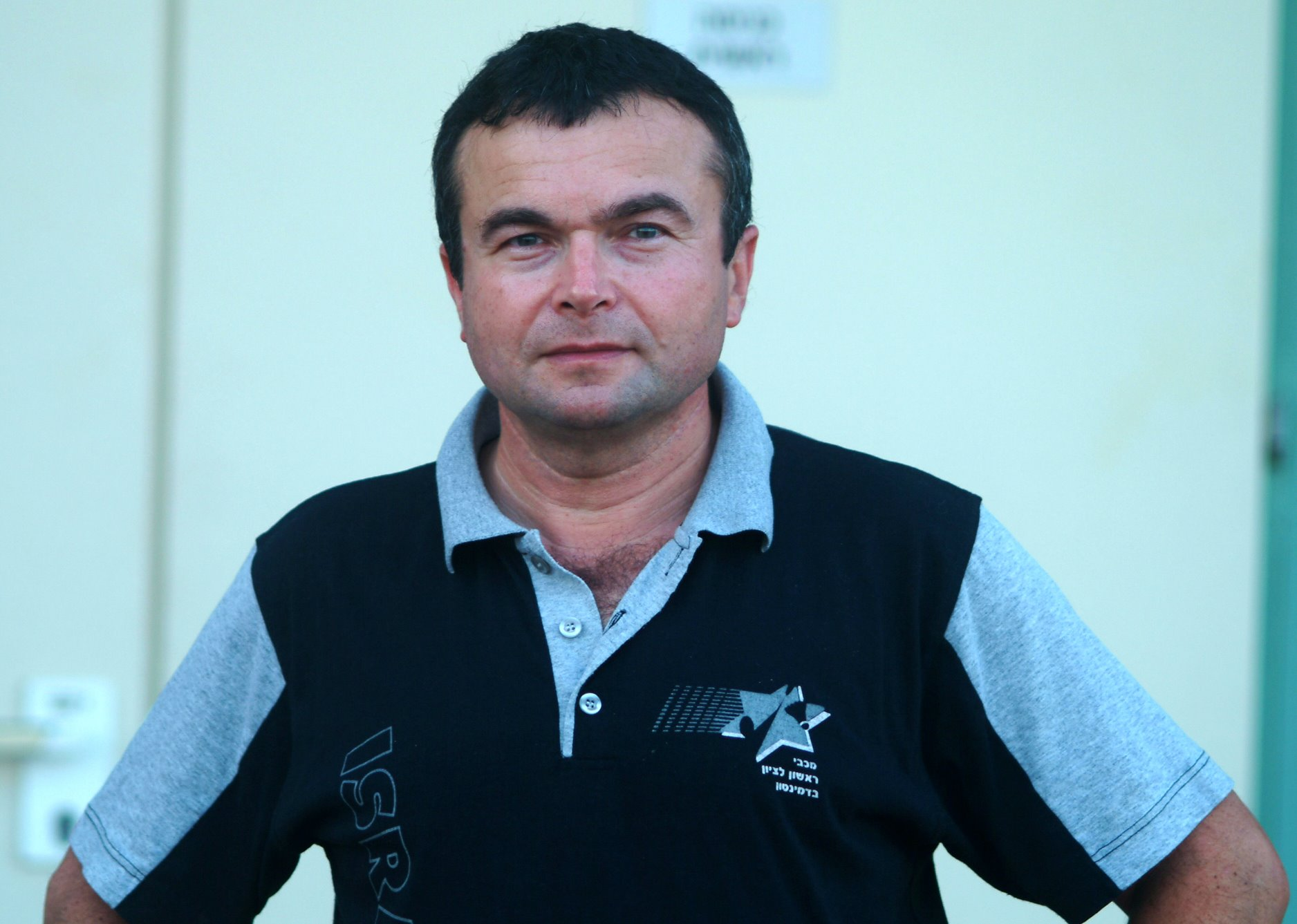
Victor Yusim (2004)

Victor Yusim (hebräisch םיסוי רוטקיו, * um 1939) ist ein israelischer Badmintonspieler und -trainer sowjetischer Herkunft.

## Karriere
Victor Yusim gewann fünfmal die israelischen Meisterschaften im Herrendoppel und einmal im Herreneinzel. Bei den Israel International war er ebenfalls fünfmal im Herrendoppel erfolgreich und viermal im Herreneinzel. Bei der Weltmeisterschaft 1977 wurde er 17. im Doppel.

## Sportliche Erfolge
| Saison | Veranstaltung                 | Disziplin    | Platz | Name                              |
| ------ | ----------------------------- | ------------ | ----- | --------------------------------- |
| 1975   | Israel International          | Herreneinzel | 1     | Victor Yusim                      |
| 1975   | Israel International          | Herrendoppel | 1     | Victor Yusim / Michael Schneidman |
| 1976   | Israel International          | Herrendoppel | 1     | Victor Yusim / Michael Schneidman |
| 1977   | Israel: Einzelmeisterschaften | Herreneinzel | 1     | Victor Yusim                      |
| 1977   | Israel: Einzelmeisterschaften | Herrendoppel | 1     | Victor Yusim / Michael Schneidman |
| 1977   | Israel International          | Herreneinzel | 1     | Victor Yusim                      |
| 1977   | Weltmeisterschaft             | Herrendoppel | 17    | Victor Yusim / David Zacharia     |
| 1977   | Israel International          | Herrendoppel | 1     | Victor Yusim / Michael Schneidman |
| 1978   | Israel International          | Herrendoppel | 1     | Victor Yusim / Michael Schneidman |
| 1978   | Israel: Einzelmeisterschaften | Herrendoppel | 1     | Victor Yusim / Michael Schneidman |
| 1978   | Israel International          | Herreneinzel | 1     | Victor Yusim                      |
| 1979   | Israel International          | Herreneinzel | 1     | Victor Yusim                      |
| 1979   | Israel: Einzelmeisterschaften | Herrendoppel | 1     | Victor Yusim / Michael Schneidman |
| 1979   | Israel International          | Herrendoppel | 1     | Victor Yusim / Michael Schneidman |
| 1981   | Israel: Einzelmeisterschaften | Herrendoppel | 1     | Victor Yusim / Michael Rappaport  |
| 1985   | Israel: Einzelmeisterschaften | Herrendoppel | 1     | Reuven Moses / Victor Yusim       |